# Афганистан на летних юношеских Олимпийских играх 2014
Афганистан  на летних юношеских Олимпийских играх 2014, проходивших в китайском Нанкине с 16 по 28 августа был представлен одним спортсменом в одном виде спорта.

## Тхэквондо
По усмотрению организаторов Афганистану был дан допуск к соревнованиям по тхэквондо.

### Девушки
| Спортсмен      | Дисциплина | 1/8 финала         | Четвертьфиналы              | Полуфиналы            | Финал                 | Место |
| Спортсмен      | Дисциплина | Соперник Результат | Соперник Результат          | Соперник Результат    | Соперник Результат    | Место |
| -------------- | ---------- | ------------------ | --------------------------- | --------------------- | --------------------- | ----- |
| Фарахназ Якуби | До 44 кг   | Не участвовала     | Таиланд Вонгпаттанакит 0-19 | Завершила выступление | Завершила выступление | 5     |